# Willem Andreas de Caters
Willem Andreas de Caters (Antwerpen, 30 november 1773 - Halle (Antwerpen), 9 februari 1859) was burgemeester van Antwerpen van november 1828 tot 26 oktober 1830.
De Caters was de zoon van Jan Pieter Ernst de Caters en Johanna Marie d'Henssens en de broer van Petrus Jozef die burgemeester van Berchem was.
Willem Andreas was militair in het Oostenrijkse, Franse en Nederlandse leger. Hij was lid van de Tweede Kamer voor de Nederlandse provincie Antwerpen. Van die provincie was hij ook lid van de Provinciale Staten en de gedeputeerde staten. In november 1828 werd hij burgemeester van Antwerpen ter vervanging van de populaire Florent van Ertborn, die gouverneur van Utrecht werd.
Na de rellen in Brussel van september 1830 week het regeringsleger overal voor het geweld. Het leger hield wel de citadel van Antwerpen in handen, maar ook de stadswacht van de stad gaf zich gewonnen. De burgemeester vluchtte op 26 oktober naar Gelderland en werd opgevolgd door drie waarnemende burgemeesters die elkaar snel opvolgden: Frans Antoon Verdussen (1783-1850) diende van 26-28 oktober, Antoine Dhanis van Cannart tot 9 december en Alexis Gleizes (1773-1832)) tot 10 maart 1831. Daarna kreeg De Caters een definitieve opvolger in de persoon van Gérard Le Grelle. In maart 1831 probeerde hij terug te komen maar de dreiging was te groot, zijn huis werd geplunderd en hij trok zich terug naar het Duitse Aken.
Enkele jaren later, toen de rust was teruggekeerd, keerde hij terug en kocht hij in Halle (Antwerpen), twintig kilometer buiten de stad, een hoeve, waar hij een kasteelpark aan liet leggen. (Later bouwde baron De Borrekens er een kasteel dat nu het gemeentehuis van Zoersel is.)
In 1843 werd hij benoemd tot Commandeur in de Orde van de Nederlandse Leeuw.